# Soderstorf
Soderstorf es un municipio situado en el distrito de Luneburgo, en el estado federado de Baja Sajonia (Alemania). Su población a finales de 2016 era de unos 1413 habitantes.
Se encuentra ubicado a poca distancia al sur de la frontera con el estado de Schleswig-Holstein y al oeste de la de Mecklemburgo-Pomerania Occidental.